# Особняк Закса
Особня́к За́́кса — пам'ятка архітектури в Печерському районі міста Києва, розташована по вулиці Липській, 4 (стара адреса — вулиця Катерининська, 6). Зведений у 1873 році архітектором В. Ніколаєвим у стилі неоренесанс. У 1896 році архітектор А.-Ф. Краусс зробив на особняку надбудову. Будинок є характерним зразком забудови Липок кінця XIX — початку XX століття і головним композиційним акцентом кварталу.

## Історія
Першим власником великої садиби між вулицями Грушевського, Шовковичною і Липською був губернський ватажок дворянства Дем'ян Дем'янович Оболонський. Площа садиби становила 2685 кв. сажнів (1,22 га), тут був великий сад, з боку вулиць Липської та Шовковичної стояли житлові та службові флігелі, а на місці сучасного будинку по вулиці Грушевського, 22, стояв одноповерховий дерев'яний особняк. Д. Оболонський разом із дружиною, хоча і були з заможних родин, були схильні до марнотратства і врешті-решт розорилися. Д. Оболонський помер на початку 1830-х років і вже у 1833 році його вдова продає маєток генерал-лейтенанту Григорію Григоровичу Білоградському. Після смерті генерала, садиба за його заповітом перейшла у власність до Наталії Михайлівни Канєвської, проте остання вже у 1861 році продає садибу генерал-майору у відставці Ф. В. Івенсену та його дружині Т. П. Івенсен.
На частині маєтку, що виходила на вулицю Липську, у 1873 році за проектом архітектора В. Ніколаєва споруджується одноповерховий особняк. Первісний декор будинку був досить стриманий. Головний фасад, тинькований і рустований, мав центрально розміщений парадний вхід з парою вузьких вікон обабіч дверей, і по п'ять вікон у крилах. Можливо, такий стримано-симетричний, казенний вигляд особняк мав через рід діяльності його господаря — Ф. В. Івенсен був київським старшим поліцмейстером.
Навесні 1877 року старий генерал помирає і за деякий час його вдова починає потроху розпродавати маєток. У 1883 році вона продає частину садиби із будинком київському купцю 1-ї гільдії Маркусу Рафаїловичу Заксу. Наступного року М. Закс придбав ще 200 кв. сажнів у сусіди з тилу садиби — архітектора В. Ніколаєва, таким чином, садиба Закса набула сучасних розмірів.
Маркус Закс і його брат Якоб походили з містечка Каліш (сучасне Великопольське воєводство Польщі). Якоб Закс був купцем у Лодзі, а його брат Маркус, переїхавши до Києва у 1870-х роках, у 1874 році заснував разом із братом фірму «Рафаїла Закса сини», яка займалася торгівлею російськими і закордонними товарами та продуктами. У 1890-х роках Закс Маркус почав вкладати кошти у цукровий бізнес, володів цукровим заводом у Люблінській губернії та ще кілька орендував, і, таким чином, став досить крупним цукропромисловцем. У 1899 році він навіть видав брошуру «Доля цукрових заводів з малим та середнім виробництвом», де доводив необхідність введення нових технологій для підвищення розвитку цукрової галузі.
У 1880-х роках М. Закс разом із родиною оселяється на київських Липках у колишньому особняку Івенсенів. Зберігся опис садиби за 1884 рік: одноповерховий будинок з підвалом, є 12 кімнат, великий сад, каретний сарай, стайні, служби. У будинку проведено воду і газ.
У 1896 році М. Закс проводить капітальну реконструкцію особняка. За проектом архітектора А.-Ф. Краусса надбудовується другий поверх, добудовуються бічні сходи, фасад декорується в стилі неоренессансу: між вікнами з'являються канелюровані пілястри, над вікнами — ліпні сандрики з гірляндами, фасад прикрашають два жіночих маскарона. На другому поверсі особняка розміщувалися контори чотирьох цукрових заводів, якими володіла родина Заксів: батько — Маркус Рафалович і сини — Ілля та Карл. До контор, які займали сім кімнат, вів окремий службовий вхід. Також згідно проекту мали бути балкони-навіси на чавунних колонках над парадним та службовим входами, але цей задум не був реалізований.
М. Закс помер у Москві 8 вересня 1915 року, після важкої хвороби. Його було поховано в Києві, на Новоєврейському кладовищі. Особняк перейшов у власність Ернестини Закс, дружини Маркуса, яка мешкала тут разом із синами Іллею і Карлом до 1918 року.
У 1918 році особняк був націоналізований. У 1920-х роках тут розташовувався Київський окружний відділ Державного політичного управління (ДПУ), у 1922—1923 роках мешкав командувач Київського військового округу Й. Якір, у 1937 році — М. Ватутін. Під час окупації Києва у 1941—1943 роках в особняку розташовувався штаб угорської армії. Після війни особняк разом із сусідніми будинками по вулиці Грушевського (№ 20/1 та № 22) перейшов у власність Ради Міністрів УРСР. В незалежній Україні використовується для проживання та прийому перших осіб закордонних урядових делегацій. Так, восени 2008 року на подвір'ї будинку, у величезному бедуїнському шатрі, мешкав лівійський лідер Муаммар Каддафі.
У квітні 2010 року точилися розмови про переїзд президента В. Януковича з Межигір'я до особняка на Липській, 4, втім, спростовані заступником голови Адміністрації Президента Ганною Герман.

## Архітектура
Будинок двоповерховий, цегляний, тинькований, має П-подібну форму, ускладнену прибудовами і бічними ризалітами. Центр композиції складає ризаліт малого виносу, в якому розташовані двері парадного входу. Після надбудови у 1896 році ризаліт отримав завершення у вигляді парапету із трикутним фронтончиком і картушем. Симетрію трохи порушує прибудований тоді ж об'єм парадних сходів з правого боку, який також декорований фронтоном і ліпним картушем. Також тут був високий чотирисхилий дах-шатро, втрачений під час чергової реконструкції. При пізніших перебудовах також були розібрані парадні сходи та замуровано бічний вхід до будинку.
Цоколь будинку облицьовано рожевим гранітом, з аналогічного матеріалу виготовлено відмостку, ґанок і парадні сходи. Перший поверх має, окрім вузьких вікон обабіч парадного входу, по п'ять вікон прямокутної форми з кожної сторони. Вікна оздоблені замковими каменями, стіни рустовані. Перший і другий поверхи візуально відокремлені міжповерховим пояском. На другому поверсі — п'ятнадцять напівциркульних вікон, прикрашених ліпними сандриками з гірляндами, між вікнами — канелюровані пілястри, що завершуються волютами. У капітелях пілястр, що розташовані по краях центрального ризаліту і по краях фасаду, вміщено горельєфні композиції в гротескному дусі із жіночими маскаронами. Фасад завершується кованою металевою огорожею між цегляними тумбами.
Бічні та дворовий фасад майже не декоровані, лише продовжується міжповерховий поясок.
У 1980-х роках в особняку було проведено чергову реконструкцію, після якої було змінене внутрішнє планування та частково втрачено декор інтер'єрів. Вікна Т-подібної форми були замінені на вікна вагонного типу.
Обабіч особняка збереглася металева огорожа садиби, прикрашена скульптурними вазами на тинькованих і рустованих пілонах. Перед головним фасадом ростуть каштани, які є сучасниками особняка.